# 卢家丰
卢家丰（1942年11月—），男，安徽阜南人，中华人民共和国政治人物，曾任安徽省人民政府副省长，安徽省政协副主席。